# Anotogaster kuchenbeiseri
Anotogaster kuchenbeiseri – gatunek ważki z rodziny szklarnikowatych (Cordulegastridae). Występuje w Chinach. Opisał go Friedrich Förster w 1899 roku; jako miejsce typowe wskazał góry „Ta-chiao-sse” położone na zachód od Pekinu. Takson ten bywał niekiedy uznawany za podgatunek Anotogaster sieboldii. W 2024 roku Schneider i inni zsynonimizowali z Anotogaster kuchenbeiseri dwa taksony opisane w 1993 roku przez Lohmanna: Anotogaster antehumeralis i Anotogaster cornutifrons.